# Wendy Brewster
Wendy Brewster est une professeure américaine d'obstétrique et de gynécologie. Elle est la directrice du Center for Women's Health Research de l'Université de Caroline du Nord à Chapel Hill.

## Biographie
Originaire de la Guyane, Wendy Rosamond Brewster réalise à l'âge de six ans qu'elle souhaite devenir médecin. Elle étudie les mathématiques et l'espagnol à l'Université Rutgers, puis la médecine à l'Université de Californie à Los Angeles. Elle se spécialise alors en chirurgie gynécologique et en oncologie.
Wendy Brewster obtient une bourse en médecine à l'Université de Californie à Irvine, où elle travaille en oncologie gynécologique. Au cours de la première année de sa bourse, elle étudie les indicateurs chez les survivantes du cancer du sein qui développent un deuxième cancer primaire. Elle travaille également sur l'amélioration des soins contre le cancer. Elle est diplômée d’un doctorat en épidémiologie en 2000.

## Carrière professionnelle et recherches
Wendy Brewster commence sa carrière scientifique à l'Université de Californie à Irvine (UCI), où elle étudie les populations à risque et les résultats inadéquats des traitements contre le cancer. Elle examine ainsi l'impact de la qualité des soins médicaux sur les résultats des personnes atteintes de cancer du col de l'utérus et démontre que la dysplasie cervicale peut être traitée en une seule visite, éliminant ainsi les risques de traiter les populations à haut risque.
Wendy Brewster dirige une initiative du National Cancer Institute invitant des femmes à faible revenu à l'hôpital pour un dépistage du cancer du col de l'utérus. Cette invitation a permis d’améliorer leur traitement et les taux de suivi des dépistages. En 2007, elle est nommée directrice du programme de bourses en oncologie à l'UCI.
En 2008, Wendy Brewster rejoint l'Université de Caroline du Nord à Chapel Hill, où elle est nommée directrice du Center for Women's Health Research,. A travers ses recherches, elle démontre alors que les femmes atteintes d'un cancer de l'ovaire ont une population bactérienne différente dans leurs ovaires et trompes de Fallope que les femmes sans cancer, ce qui indique que ces populations bactériennes peuvent avoir un impact sur la progression du cancer,.
Wendy Brewster est la présidente du comité de prévention et de contrôle du cancer.

## Publications
Parmi une liste non exhaustive :
- Neuropathie diabétique, facteur de croissance nerveuse et autres facteurs neurotrophiques, Wendy J. Brewster, Paul Fernyhough, Lara T Diemel, Liza Mohiuddin, David R Tomlinson, 1994, Trends in Neurosciences. 17 (8): 321–325. DOI 10.1016/0166-2236(94)90169-4.  (ISSN 0166-2236). PMID 7974749[9].
- Une étude d'association à l'échelle du génome identifie les loci de susceptibilité au cancer de l'ovaire à 2q31 et 8q24, Ellen L Goode, Georgia Chenevix-Trench, Honglin Song, Susan J Ramus, Maria Notaridou, Kate Lawrenson, Martin Widschwendter, Robert A Vierkant, Melissa C Larson, Susan K Kjaer, Michael J Birrer, etc., 2010, Nature Genetics. 42(10): 874–879. DOI 10.1038/ng.668.  (ISSN 1061-4036). PMC 3020231. PMID 20852632[10].
- Association entre l'endométriose et le risque de sous-types histologiques de cancer de l'ovaire: une analyse groupée d'études cas-témoins, Celeste Leigh Pearce, Claire Templeman, Mary Anne Rossing, Alice Lee, Aimee Near, Penelope Webb, Christina Nagle, Jennifer A Doherty, Kara L Cushing-Haugen, Kristine Wicklund, Jenny Chang-Claude, Jenny, etc., Ovarian Cancer Association Consortium, 2012, The Lancet Oncology. 13 (4): 385–394. doi:10.1016/S1470[11].